# Adam Raab
Adam Christian Raab, född 13 augusti 1801 på Marielund i Nättraby socken i Blekinge, död 8 juni 1872 i Stockholm, var en svensk friherre, militär och politiker. Han var son till Claes Jacob Raab och far till Hugo Raab.
Raab blev 1816 fänrik vid Kalmar regemente, vilket han 1845 lämnade som kapten. Åren 1825–1856 var han bosatt på Ryssbylund, där han var en föregångsman inom lantbruket.  Raab var ordförande i Kalmar läns hushållningssällskap 1838–1859. Han blev 1845 ledamot av Lantbruksakademien. 
Åren 1856–1866 ägde och bebodde Raab Vårby i Södertörn. Han bevistade riksdagarna från 1834 till sin död, dels som medlem av ridderskapet och adeln, dels, från och med 1867, som ledamot av första kammaren för Kalmar läns södra landsting. I politiken hörde Raab till det liberala lägret. 
Han uppträdde 1859 i "norska frågan" till försvar för norrmännens självbestämmelserätt i inre angelägenheter, talade 1865 varmt för representationsförslaget samt verkade 1867 och framgent ivrigt för en förbättring av försvarsväsendet. Åren 1853–1854 var Raab ordförande i det särskilda utskott som förberedde reformen inom brännvinslagstiftningen. Han var en hängiven anhängare av skandinavismen. Raab är begravd på Solna kyrkogård.